# Mérobert
Mérobert település Franciaországban, Essonne megyében. Lakosainak száma 635 fő (2022. január 1.). Mérobert Plessis-Saint-Benoist, Congerville-Thionville, Oysonville, Chalo-Saint-Mars és Saint-Escobille községekkel határos.

## Népesség
A település népességének változása:
| Lakosok száma | 577  | 595  | 611  | 614  | 619  | 625  | 630  | 630  | 635  |
|               | 2013 | 2015 | 2016 | 2017 | 2018 | 2019 | 2020 | 2021 | 2022 |